# Legionella
Legionella — рід грам-негативних бактерій, що містить кілька видів, які спричинюють легіонельоз, особливо L. pneumophila.
Legionella звичайні у багатьох типах навколишнього середовища, зараз ідентифіковані щонайменш 50 видів і 70 сероварів. Вуглеводневі ланцюжки білків клітинної стінки відповідають за специфічність цих організмів до соматичних антигенів. Хімічний склад цих ланцюжків, тобто як склад цукрів, так і їх просторове розташування, визначає природу соматичного або O-антигену, які застосовують для серологічної класифікації грам-негативних бактерій.
Legionella отримала свою назву в січні 1977 року при дослідженні спалаху легіонельозу, що трапився в липні 1976 року серед відвідувачів конгресу Американського легіону в Філадельфії. В результаті невідомої до того часу хвороби захворіла 221 людина, 34 з них померли. Цей спалах серед американських ветеранів викликав значну увагу ЗМІ та навіть паніку в певних колах. Збудника хвороби встановили згодом, роботу, що описувала його, опублікували 18 січня наступного року.
25 серпня 2023 року у польському місті Жешув зафіксували спалах хвороби. Станом на 26 серпня повідомили про 8 загиблих.https://www.eurointegration.com.ua/news/2023/08/26/7168250/